# 徐州 (后燕)
徐州，中国十六国时后燕设置的州。
392年，后燕设置徐州，治所在黄巾固（今山东省章丘市）。后移治黎阳（治今河南省浚县东）。下辖黎阳郡、顿丘郡（治今河南省清丰县西南）、贵乡郡（治今河北省大名县东）。394年，又夺得东晋的濮阳郡（治今河南省濮阳市西南）、东平郡（治今山东省东平县西北）、高平郡（治今山东省东平县东北）、泰山郡（治今山东省泰安市岱岳区东）、琅邪郡（治今山东省临沂市兰山区北）、鲁郡（治今山东省曲阜市）。徐州移治鄄城（今山东省鄄城县北）。398年，东晋夺得后燕徐州辖区。